# Fanny és Alexander
A Fanny és Alexander (eredeti cím: Fanny och Alexander) 1982-ben bemutatott francia–német–svéd filmdráma, amelyet Ingmar Bergman rendezett. A film 1984-ben elnyerte a legjobb idegen nyelvű filmnek járó Oscar-díjat.
Bemutatója Svédországban 1982. december 17-én volt. Magyarországon 1985. október 3-án mutatták be a mozik feliratosan a MOKÉP forgalmazásában. A szinkronizált változatot a Magyar Televízió mutatta be a TV-1-en 1989. december 22-én, majd a Best Hollywood adta ki DVD-n.

## Cselekmény
A Fanny és Alexander című Bergman-film egy család életét követi nyomon azután, hogy a családfő meghalt. A két gyerek, Fanny és Alexander boldogan éltek édesanyjukkal és a liberális szemléletű, színészdinasztiából való édesapjukkal. Az apa halála után az anya férjhez megy egy lutheránus püspökhöz, ezután a légkör jócskán megváltozik. A mostohaapa szigorú szemlélete legyőzi a boldog fantáziavilágot. Alexander képzeletben megmérkőzik a gonosz püspökkel. De az emlékektől később sem szabadulhat.

## Szereplők
| Színész              | Szereplő                                 | Magyar hang      |
| -------------------- | ---------------------------------------- | ---------------- |
| Pernilla Allwin      | Fanny Ekdahl                             | Köves Dóra       |
| Bertil Guve          | Alexander Ekdahl                         | Alapi Gergely    |
| Börje Ahlstedt       | Carl Ekdahl                              | Kránitz Lajos    |
| Allan Edwall         | Oscar Ekdahl                             | Gera Zoltán      |
| Ewa Fröling          | Emilie Ekdahl, Oscar felesége            | Kovács Nóra      |
| Gunn Wallgren        | Helena Ekdahl, nagymama                  | Bánki Zsuzsa     |
| Jarl Kulle           | Gustav Adolf Ekdahl                      | Szilágyi Tibor   |
| Mona Malm            | Alma Ekdahl, Gustav Adolf felesége       | Földessy Margit  |
| Jan Malmsjö          | Edvard Vergerus püspök                   | Pathó István     |
| Christina Schollin   | Lydia Ekdahl, Carl felesége              | Zsurzs Kati      |
| Kerstin Tidelius     | Henrietta Vergerus, Edvard húga          | Hámori Ildikó    |
| Marianne Aminoff     | Blenda Vergerus, Edvard anyja            | Győri Ilona      |
| Harriet Andersson    | Justina, cseléd                          | Margitai Ági     |
| Pernilla August      | Maj, fiatal cselédlány                   | Balogh Erika     |
| Maria Granlund       | Petra Ekdahl, Gustav Adolf és Alma lánya | Zentai Lilla     |
| Kristian Almgren     | Putte Ekdahl, Gustav Adolf és Alma fia   | ?                |
| Emelie Werkö         | Jenny Ekdahl, Gustav Adolf és Alma lánya | ?                |
| Lena Olin            | Rosa, fiatal cselédlány                  | Kiss Erika       |
| Kristina Adolphson   | Siri                                     | ?                |
| Svea Holst           | Ester, idős cseléd                       | ?                |
| Majlis Granlund      | Vega, idős cseléd                        | ?                |
| Hans Henrik Lerfeldt | Elsa Bergius, Edvard nagynénje           | ?                |
| Erland Josephson     | Isak Jacobi                              | Szabó Ottó       |
| Mats Bergman         | Aron Retzinsky                           | Józsa Imre       |
| Stina Ekblad         | Ismael Retzinsky                         | Venczel Vera     |
| Sonya Hedenbratt     | Emma nagynéni                            | ?                |
| Käbi Laretei         | Anna nagynéni                            | ?                |
| Per Mattsson         | Mikael Bergman, Hamletet játszó színész  | Kautzky Armand   |
| Gösta Prüzelius      | Dr. Fürstenberg                          | Velenczey István |
| Hans Strååt          | Pap az esküvőn                           | ?                |
| Carl Billquist       | Jespersson főfelügyelő                   | Reviczky Gábor   |

További magyar hangok: Kádár Flóra, Szathmári Margit